# Luke Skywalker
Luke Skywalker er en person fra Star Wars-universet. Han er tvilingebror til Leia Organa. Han er søn af jediridder Anakin Skywalker og politikeren Padmé Amidala, men er adopteret af sin onkel Owen Lars og hans kone, Beru Lars.
Luke Skywalker spilles i filmene af Mark Hamill.

## Historie
Luke bliver født på Polis Massa af Padmé Amidala, der dør kort efter. Hans far, Anakin Skywalker, er netop vendt til den mørke side og er blevet til Sith-fyrsten Darth Vader. Luke Skywalker har desuden en tvillingesøster, Leia Organa. Alt dette aner Luke dog imidlertid intet om. 
Luke vokser op på Tatooine, hvor han bor hos sine plejeforældre Owen Lars og dennes kone Beru Lars, som er fugtfarmere. Som 19 årig møder Luke de to droider R2-D2 og C-3PO. Dette bliver starten på Lukes store eventyr. Luke møder Obi-Wan Kenobi (af Luke først kaldt Ben Kenobi), som Luke kun kender som en gammel, sær eneboer. Han viser sig imidlertid at være en af de få jedi-riddere der er tilbage i galaksen, og ydermere har han været venner med Lukes far. 
Efter at imperiet brutalt har myrdet Lukes plejeforældre, beslutter Luke sig for at følge Obi-Wan i kampen mod Darth Vader, Kejseren og Det Galaktiske Imperium. De rejser til byen Mos Eisly hvor de møder smugleren Han Solo og hans førstestyrmand wookien Chewbacca. De får lov til at flyve med på Tusindårsfalken som er Hans og Chewbaccas rumskib. På rejsen mod planeten Alderaan, bliver de dog fanget af imperiet, på deres kolossale kampstation Dødsstjernen. Her kæmper Obi-Wan mod Darth Vader i en duel med lyssværd, og ender til sidst med at lade Vader besejre ham, mens Luke ser det, hvorefter han bliver ét med Kraften. Luke, Han og Chewbacca formår at undslippe Dødsstjernen og det lykkes ydermere for dem at befri imperiets fange Leia Organa, prinsesse af Alderaan. De slutter sig kort efter til oprørsstyrken, og i en stor kamp ved Yavin IV formår Luke, ved hjælp af Kraften, at skyde en bombe ind i en lille ventilationsskakt i Dødsstjernen, hvilket ødelægger den enorme kampstation fuldstændigt. 
Luke fortsætter med at kæmpe med rebellerne mod imperiet. På isplaneten Hoth taler Obi-Wan til Luke, og beder ham opsøge jedi-stormesteren Yoda i Dagobah-systemet. Luke følger hans anvisninger og finder Yoda på sumpplaneten. Ved deres første møde aner Luke ikke at dette sære lille væsen er den legendariske jedi-ridder, men snart begynder hans træning for at blive en rigtig jedi-ridder. Den stopper dog brat, da Luke fornemmer at noget er galt med hans venner. Han drager, imod Obi-Wans og Yodas råd, mod Cloud City på Bespin, hvor Han, Leia og Chewbacca er blevet fanget af imperiet. Det er dog en fælde, lagt af Darth Vader, med henblik på at indkapsle Luke i karbonitium, for at bringe ham for Kejseren, så han kan blive hans nye sith-lærling. For at teste indkapslingsapperatet har imperiet i samarbejde med dusørjægeren Boba Fett indkapslet Han Solo i karbonit. 
I Cloud Citys indre kæmper Luke Skywalker mod Darth Vader som til sidst hugger Lukes højre hånd af med sit lyssværd. Det er her Darth Vader fortæller Luke at han er hans far. Han beder Luke slutte sig til ham, men Luke kaster sig i stedet ned i en dyb skakt. Han reddes, hængende under byen, af Chewbacca, Leia, og deres nye allierede Lando Calrissian. 
Luke får en mekanisk hånd, og mens Chewbacca og Lando tager til Tatooine for at redde Han, konstruerer Luke sit eget lyssværd. Konstruktionen af det nye våben er inspireret af Obi-Wan Kenobis lyssværd, baseret på tegninger fundet i hans hytte. Dog er bladet grønt, i modsætning til Obi-Wans blå klinge. 
Luke må også hjælpe til i befrielsen af Han, som holdes fanget af gansterbossen Jabba the Hutt. Det lykkes, og Luke vender tilbage til Yoda på Dagobah. Det er her at Yoda bekræfter for Luke at Darth Vader er hans far. Yoda fortæller også Luke, at der er endnu en Skywalker, inden han dør og bliver et med Kraften. Kort efter taler Luke med Obi-Wans ånd, og det er i denne samtale at det går op for Luke at Leia er hans søster. 
Luke genforener sig med rebellerne, og de drager til skovmånen Endor, hvor imperiet er godt i gang med at bygge en ny Dødsstjerne. Her møder rebellerne de små bamse-agtige væsner, Ewokerne. Luke fortæller Leia at de er søskende og at Darth Vader er deres far. Kort efter melder han sig selv til imperiet, i den forhåbning at han kan vende sin far tilbage til den gode side. Darth Vader bringer dog Luke for sin mester, som gør hvad han kan for at bringe den mørke side frem i ham. Luke ender med at trække sit lyssværd, og det bliver til en intens duel mellem ham og Vader, hvor Luke til sidst hugger sin modstanders højre hånd af. På dette tidspunkt er hans rejse mod den mørke side næsten komplet, men i sidste øjeblik tænker Luke klart, og smider sit våben. Kejseren må erkende at hans plan om at gøre Luke til sin lærling, er slået fejl, og går i stedet i gang med at dræbe Luke ved at bruge Kraften til at sende lyn igennem hans krop. Luke er tæt på at dø og skriger på hjælp. I sidste øjeblik løfter Vader Kejseren, og smider ham ned i en skakt. Han opfylder dermed profetien om den udvalgte. 
Darth Vader har taget meget skade, og dør kort efter. Inden det når han dog at tale med Luke uden masken på. Luke tager tilbage til Endor hvor han brænder Darth Vaders krop. Dette er den traditionelle ceremoni når en jedi går bort. Under den store fest på Endor får Luke øje på Obi-Wans og Yodas ånder, som holder øje med ham. Mens Luke ser på dem, slutter Anakin Skywalker sig til dem.

## Extended Universe
Udover at Luke er hovedperson i den originale Star Wars trilogi, er han også med i mange af de bøger, tegneserier og spil som udgør Det Udvidede Univers (de officielle videreskrivninger). Efter imperiets fald bliver Luke en vigtig brik i opbygningen af Den Nye Republik. Derudover stifter han den nye jedi-orden og bliver selv jedi-stormester. Han gifter sig med den tidligere imperiale snigmorder Mare Jade, som også bliver jedi-ridder, og de får sammen barnet Ben Skywalker, opkaldt efter Obi-Wan. Derudover oplærer han sin søster Leia i jedi-kunsten. Luke kommer til at deltage i en del krige, blandt andet Den Anden Galaktiske Borgerkrig og Yuuzhan Vong Krigen. Hans ærkefjende bliver blandt andre sith-fyrsten Lumiya, som trænede under Vader i imperiets tid. 

## Karakteristika
Det var bevidst fra George Lucas' side at han skulle være en kontrast til Han Solo. Luke Skywalker er trofast og viljestærk og sætter andres behov over sine egne. Derudover er han en magtfuld kriger, og en af de mest force-sensitive mennesker galaksen har set.